# Jochen Retter
Jochen Retter (* 1970 in Gießen) ist ein deutscher Filmeditor.
Er begann seine Tätigkeit im Bereich Filmschnitt Mitte der 1990er Jahre, die ersten Jahre noch als Schnittassistent.

## Filmografie (Auswahl)
- 1998: Im Auftrag des Herrn (Kurzfilm)
- 1998: Living Dead (Kurzfilm)
- 2000: Das Phantom
- 2001–2002: Sinan Toprak ist der Unbestechliche (Fernsehserie, 8 Folgen)
- 2001: Die Hunde sind schuld
- 2002: Erkan & Stefan gegen die Mächte der Finsternis
- 2003: Mädchen Nr. 1
- 2004: Emilia – Die zweite Chance
- 2004: Emilia – Familienbande
- 2004: Napola – Elite für den Führer
- 2004: Doppelter Einsatz – Fluch des Feuers
- 2005: Doppelter Einsatz – Familienbande
- 2005: Princes(s) (Kurzfilm)
- 2006: Tollpension
- 2006: Ein Familienschreck kommt selten allein
- 2006: Tatort: Das zweite Gesicht
- 2008: Einer bleibt sitzen
- 2009: Salami Aleikum
- 2010: Teufelskicker
- 2010: Lasko – Die Faust Gottes (Fernsehserie, 3 Folgen)
- 2012: Die ProSieben Märchenstunde (Fernsehserie, 3 Folgen)
- 2012: Die vierte Macht
- 2014: Almuth & Rita
- 2014: Wir waren Könige
- 2015: Abschussfahrt
- 2016: Eine Sommerliebe zu dritt
- 2017: Tatort: Amour Fou
- 2017: Tatort: Dunkle Zeit
- 2019: Tatort: Borowski und das Haus am Meer
- 2019: Ein verhängnisvoller Plan
- 2020: Tatort: Borowski und der Fluch der weißen Möwe
- 2021: Stubbe – Von Fall zu Fall: Tödliche Hilfe
- 2021: Kaiserschmarrndrama
- 2022: Strafe – nach Ferdinand von Schirach (Fernsehserie, 1 Folge)
- 2023: Rehragout-Rendezvous
- 2024: Tatort: Siebte Etage